# Raión de Jmílnyk
Raión de Jmílnyk (en ucraniano: Хмільницький район) es un raión o distrito de Ucrania en la óblast de Vínnytsia. 
Comprende una superficie de 3701,35 km². La capital es la ciudad de Jmílnyk.
Su territorio fue definido en 2020 mediante la fusión de los raiones de Jmílnyk, Koziatyn y Kalýnivka. También se unieron al raión en 2020 las ciudades de Jmílnyk y Koziatyn, que hasta entonces no formaban parte de sus raiones homónimos porque estaban constituidas como ciudades de importancia regional.

## Demografía
Según estimación de 2020 contaba con una población total de 186 654 habitantes.

## Subdivisiones
Tras la reforma territorial de 2020, el raión incluye nueve municipios: las ciudades de Jmílnyk (la capital), Koziatyn y Kalýnivka, el sélyshche de Hlújivtsi y los municipios rurales de Vitivtsi, Májnivka, Sámhorodok, Ivániv y Ulániv.

## Otros datos
El código KOATUU es 524800000. El código postal 22000 y el prefijo telefónico +380 4338.